# Fizioterapie
Fizioterapia este știința ce studiază mecanismele de acțiune ale factorilor fizici, cum sunt masajul, exercițiul fizic, împachetările, apa, lumina, căldura, electricitatea, și utilizarea acestora cu scop de tratare, recuperare și profilaxie în tratarea afecțiunilor organismului uman.

## Principii, Ramuri
Fizioterapia cuprinde metodele de tratament cu agenți fizical naturali sau artificiali (aer, apă, radiația luminoasă, curent electric, vibrații de diverse frecvente, etc.). Fizioterapia are la bază următoarele principii:
- Principiul Non Nocere (nu dăuna). Prin acest principiu, un pacient trebuie să fie în condiție biologică mai bună la sfârșitul unui tratament fizioterapeutic decât la început.
- Principiul Holistic. Orice factor fizic, natural sau artificial, se adresează întregului organism, care răspunde, de asemenea, ca un întreg.
- Principiul Individualizării. Orice factor fizic terapeutic acționează nespecific, de la individ la individ. Organismul este obligat să dea „răspunsuri", să se adapteze. Aceste schimbări sunt evaluate ca rezultate terapeutice.

Balneo-FizioKinetoterapia, ca disciplină terapeutică complexă, cuprinde tradițional mai multe ramuri: 
- hidroterapia,
- electroterapia,
- kinetoterapia,
- climatoterapia,
- termoterapia,
- fototerapia,
- laserterapia,
- masajul terapeutic,
- balneoterapia.

Unele noțiuni, cum ar fi spa, wellness sau lipocare (îngrijirea țesutului adipos) nu fac parte din fizioterapie deoarece se adresează persoanelor sănătoase. 

## Istoric

### Introducere
"Sano per aqua" (SPA)-sănătate cu ajutorul apei- arată importanța apei în terapie, observație făcută din antichitate. Calitățile curative și igienice ale apei, proprietățile nămolurilor, algelor, esențelor vegetale, pietrelor vulcanice și sărurilor marine reprezintă o bogăție care încă rămâne s-o descoperim în complexitatea sa.

### Epoca greco-romană
Baia era disponibilă doar bogaților, care dispuneau de cameră privată. Ulterior au apărut și băile publice. Homer povestește că baia era folosită pentru igiena personală și întreținere personală. În vremea lui Hipocrat, baia era folosită, pe lângă curățare, și în scop terapeutic. Întrucât, în concepția vremii, bolile erau efectul unui dezechilibru al fluidelor se recomandau transsudații, masajul, baia și mersul pe jos. Sportul era privit ca benefic pentru sănătate.
Romanii au preluat aceste obiceiuri. După asigurarea siguranței trupelor, într-un ținut proaspăt cucerit, se trecea la construcția Instituțiilor fundamentale ale Imperiului, printre acestea numărându-se și baia publică (termala). Pe lângă rolul de a recupera soldații răniți, baia era și loc de socializare, relaxare și, nu în ultimul rând, de curățare. S-au găsit dovezi că baia era și un loc sacru, de venerare a zeilor. Metodele terapeutice aplicate suferinzilor nu diferă de unele terapii din zilele noastre: consumarea de cantități mari de apă în timp ce corpul este supus unei încălziri (azi sauna sau hammam), aplicarea de apă caldă pe zonele în suferință (azi dușurile Vichy), scufundarea corpului în apă caldă pentru a-l supune unei presiuni exterioare constante (azi imersiunile).
Terma romană era compusă din vestiar (apodyterium), cameră cu aer cald (tepidarium), baie cu abur pentru sudație (laconicum), bazin cu apă caldă (caldarium), bazin cu apă rece (frigidarium), subsoluri cu instalații de încălzire (hypocaustum).

### Epoca Evului Mediu
În această epocă igiena a regresat. La începutul perioadei îmbăierea nu mai reprezenta o terapie, iar băile termale se transformaseră în locuri de plăceri sexuale. Această deviere de la scopul inițial a îndepărtat marea masă de utilizatori a băilor, mai ales că prețurile deveniseră exorbitante. Dacă până atunci fuseseră văzute ca furnizoare de sănătate, băile au început să fie văzute ca locuri de promiscuitate și lux indecent. Declararea creștinismului drept credință oficială de stat în Imperiul Roman sub Constantin a grăbit închiderea băilor.
În Peninsula Iberică, sub influența Maurilor, începând cu secolul al XIII-lea baia a reînceput să fie folosită. Influența Maurilor a fost resimțită și în Imperiul Otoman. Astfel a luat naștere baia turcească, sau hammam-ul. O baie turcească presupune trecerea mai întâi prin camera caldă, unde este provocată transpirația de un aer cald și uscat. Urmează un duș fin cu apă rece și trecerea într-o cameră și mai caldă, unde transpirația va fi și mai abundentă. După un duș scurt urmează un masaj corporal iar apoi urmează relaxare într-o cameră special amenajată. Temperatura în hammam este umedă și moderată spre deosebire de saună unde căldura este uscată.

### Epoca Modernă
Această epocă aduce cu sine și conceptul de reîntoarcere la natură. Astfel are loc o redescoperire a stațiunilor balneare. La începutul sec. al XIX-lea are loc o abordare științifică a apelor minerale, a terapiilor complementare și o dezvoltare a stațiunilor cu băi, mai ales în Germania (Baden). Cercetătorii doresc să îmbunătățească folosirea apelor minerale în medicină. Baza terapiei era cura internă pentru tratarea aparatului digestiv, anemiilor, ficatului, colonului, afecțiunilor genitale. Era folosită, din păcate, foarte rar, și aplicarea externă.

### Epoca Contemporană
În această epocă ia naștere practic fizioterapia modernă. Redescoperirea efectelor terapeutice ale nămolului, parafinei, algelor marine, mișcării, curentului electric, căldurii, luminii, masajului au intensificat cercetările, ducând la apariția Ramurilor Clasice ale Fizioterapiei: hidroterapia, electroterapia, kinetoterapia, climatoterapia, termoterapia, fototerapia, laserterapia, masajul terapeutic, balneoterapia.
După anii 1990, odată cu schimbarea radicală a criteriilor estetice, fizioterapia a luat un avânt extraordinar și în tratamentul țesutului adipos, al pielii și în general al esteticii corporale. Apariția unor noi ramuri interdisciplinare, care se folosesc de toate mijloacele fizioterapiei, dar și ale nutriției, pentru atingerea unor ținte (slăbire, tonifiere musculară, tonifierea pielii, celulită) a impulsionat investițiile în domeniu. Reshaping, Tratamentul Celulitei, Slăbire, Wellness, Spa etc. sunt noile vedete ale momentului, care răspund cererilor pacienților.

## Fizioterapeuți români
- Vasile Popp (1789 – 1842) publica la Sibiu în 1821 prima lucrare de balneologie românească „Despre apele minerale de la Arpătac, Bodoc și Covasna”
- Șt. V. Episcopescu publică în 1857 sinteza „Apele metalice ale României Mari”
- În 1833 ia ființă în Iași prima societate științifică medicală din țară Societatea de Medici și Naturaliști, înființată din inițiativa lui Iacob Czihak și Mihai Zotta.
- Carol Davila are inițiativa creării, în 1868, la București, a „Societății de Hidrologie”
- Anibal Theohari, creatorul școlii de terapie și balneologie din România, înființează în 1923 „Societatea de Hidrologie Medicală și Climatologie”.
- În 1931 se înființează, la Cluj, prima catedră de balneologie și fizioterapie, condusă de profesorul Marius Sturza.